# Ханс-Рудолф Мерц
Ханс-Рудолф Мерц (Херисау, 10. новембар 1942) је швајцарски политичар и члан Либерално-демократске странке Швајцарске. Од 10. децембра 2003. до 1. октобра 2010. он је био члан Швајцарског савезног већа где је вршио функцију министра финансија.
Мерц је студирао економију на факултету Санкт Гален, где је 1971. одбранио докторат. Од 1977. до 2003. био је консултант у Европи, Северној Америци као и у Јужној Америци, Јужноафричкој Републици и на Блиском истоку.
Мерц је изабран 10. децембра 2003. да приступи Швајцарском савезном већу, што је то и урадио.
Мерц је ожењен, и отац троје деце.